# エルンスト・ゴンブリッチ

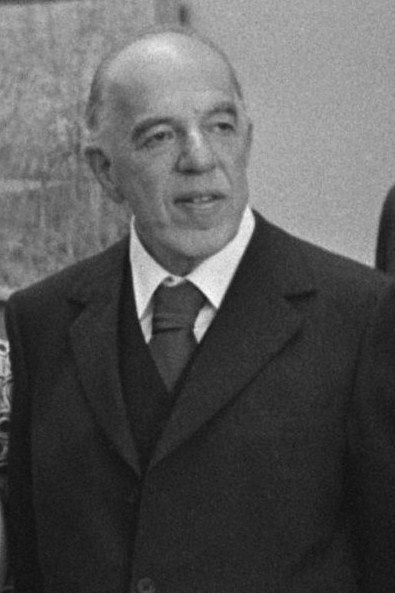
エルンスト・ゴンブリッチ

エルンスト・ゴンブリッチ（Sir Ernst Hans Josef Gombrich; 1909年3月30日 - 2001年11月3日）は、オーストリア系ユダヤ人の美術史家。研究活動の大半を英国で行った。アーンスト・ゴンブリック、エルンスト・ゴンブリヒとも表記。

## 生涯
彼はオーストリア＝ハンガリー帝国のウィーンで、富裕なユダヤ人一族の子として生まれた。一族は20世紀の初頭に神秘的なプロテスタントに改宗していた。彼自身は宗教を拒絶していたが、ユダヤの出自を強く意識し、それはオーストリアがナチズムを受け入れるとともに強く意識されるようになった（彼は常に自らをオーストリア系ユダヤ人と称していた）。ウィーン大学で学んだ後1936年に英国に渡り、アビ・ヴァールブルクの設立したヴァールブルク研究所で研究助手の職を得た。
第二次世界大戦中、彼はBBCの特派員として働いた。戦後はロンドン大学（1956-59年）に移り、次いでヴァールブルク研究所(1959-76年)で幾つかの研究員のポストを経て、最終的には所長を務めた。1960年に英国協会会員、1966年に英帝国勲爵士、1972年にナイトの称号、1975年 エラスムス賞受賞、1988年にはメリット勲章を授与される。
ゴンブリッチの『美術の歩み (The Story of Art)』は若い読者を想定して書かれ、1950年の初刊版以来、美術批評の重要文献として広く普及し20以上の言語に訳され、数百万部重版した。視覚芸術に関する最適の入門書として評価が確立している。また『芸術と幻影(Art and Illusion)』(原著1960年)は、広範な影響力を持つ研究として知られる。論文集に『棒馬考』(原著1963年)、『装飾芸術論』(原著1979年）、『イメージと目』(原著1981年)がある。

## 著作および日本語訳
- Weltgeschichte von der Urzeit bis zur Gegenwart. Wenen: s.n. 1935 (also published as: Eine kurze Weltgeschichte für junge Leser. Von der Urzeit bis zur Gegenwart.) English translation: A Little History of the World. 
『若い読者のための世界史』中山典夫訳、中央公論美術出版、2004年／中公文庫（上下）、2012年、改訂版（全1巻）、2022年 ISBN 4122072778
- The Story of Art. London: Phaidon 1950
『美術の歩み』友部直訳、美術出版社（上下）、1972年、新版1992年　
『美術の物語』天野衛・長谷川宏・大西広ほか全9名訳
ファイドン、2007年、普及版2011年／改訂版 河出書房新社、2019年、普及版2024年
- Art and Illusion. A Study in the Psychology of Pictorial Representation. London: Phaidon 1960
『芸術と幻影』 瀬戸慶久訳、岩崎美術社「美術名著選書」、1979年　ISBN 4753410226
- Meditations on a Hobbyhorse and other Essays on the Theory of Art. London: Phaidon 1963
『棒馬考　イメージの読解』 二見史郎・谷川渥・横山勝彦訳、勁草書房、1988年ほか　ISBN 4326850965
- Studies in the Art of the Renaissance. 1 : Norm and Form. London: Phaidon 1967 (also published as: Gombrich on the Renaissance.
『規範と形式　ルネサンス美術研究』 岡田温司・水野千依訳　中央公論美術出版、1999年。大著　ISBN 4805503475
- Studies in the Art of the Renaissance. 2: Symbolic Image. London: Phaidon 1972 (also published as: Gombrich on the Renaissance.
『シンボリック・イメージ』 遠山公一・大原まゆみ・鈴木杜幾子共訳、平凡社、1991年。大著　ISBN 4582238165
- Studies in the Art of the Renaissance. 3: The Heritage of Apelles. London: Phaidon 1976 (also published as: Gombrich on the Renaissance.
- Studies in the Art of the Renaissance. 4: New Light on Old Masters. London: Phaidon 1986 (also published as: Gombrich on the Renaissance.)
- The Image and the Eye: Further Studies in the Psychology of Pictorial Representation. Oxford: Phaidon 1982
『イメージと目』 白石和也訳、玉川大学出版部、1991年。大著　ISBN 4472100819
- Aby Warburg, an Intellectual Biography. London: The Warburg Institute 1970
『アビ・ヴァールブルク伝　ある知的生涯』 鈴木杜幾子訳、晶文社、1986年
- The Sense of Order. a Study in the Psychology of Decorative Art. Oxford: Phaidon 1979
『装飾芸術論　装飾芸術の心理学的研究』 白石和也訳、岩崎美術社「美術名著選書」、新版1989年。大著
- Means and ends : reflections on the history of fresco painting.
『手段と目的　フレスコ画の歴史』 高階秀爾訳　白水社アートコレクション、1988年。小著
- Kunst und Fortschritt.
『芸術と進歩　進歩理念とその美術への影響』 下村耕史・浦上雅司・後藤新治訳、中央公論美術出版、1991年／改訂・アートワークス、2022年。小著
- Ideals & Idols. Essays on Values in History and Art. Oxford: Phaidon 1979
- Tributes. Interpreters of our Cultural Tradition. Oxford: Phaidon 1984
- Reflections on the History of Art. Views and Reviews. Oxford: Phaidon 1987
- Topics of Our Time. Twentieth-Century Issues in Learning and in Art. London: Phaidon 1991
- The Uses of Images. Studies in the Social Function of Art and Visual Communication. London: Phaidon 1999
- The Preference for the Primitive. Episodes in the History of Western Taste and Art. London: Phaidon 2002

編著
- M.Schapiro, «Style» (Anthropology Today: An Encyclopedic Inventory. 1953, pp.287-312),
- «Style» (International Encyclopedia of the Social Sciences. Vol.15, 1968, pp.352-361),
- «Kunstwissenschaft» (Atlantisbuch der Kunst. 1952, S.653-664).
『様式』マイヤー・シャピロと共著、細井雄介・板倉寿郎訳、中央公論美術出版、1997年。上記3編の訳書